# Teobald II de Navarra
Teobald II de Navarra (francès: Thibaut V de Champagne)  (7 de desembre de 1239 - Trapani, 4 de desembre de 1270)Teobald II de Navarra i V de Xampanya, fou rei de Navarra i comte de Xampanya i de Brie (1253-1270).

## Orígens familiars
Fill de Teobald I de Navarra i la seva tercera esposa Margarida de Borbó-Dampierre, era net per línia paterna del comte Teobald III de Xampanya i Blanca de Navarra i per línia materna d'Arquimbau III de Borbó-Dampierre i Beatriu de Monluçon.

## Ascens al tron
Va heretar el tron amb tan sols catorze anys, sota la regència de la seva mare i la tutela de Jaume I el Conqueridor.
El 27 de novembre de 1253 va jurar els Furs de Navarra, però ben aviat s'enfrontà amb l'aristocràcia local de Navarra. Així es negà a sotmetre's posteriorment als furs jurats i va obtenir del Papa la introducció dels ritus de la unció i coronació per justificar l'origen diví dels reis.
La burgesia va donar suport al monarca pagant impostos extraordinaris i el rei, a canvi, els va proporcionar prestigi i poder polític, en detriment de la noblesa. Va estendre els furs de diverses ciutats i va fundar Espinal el 1269.
Va continuar el sanejament de l'administració ja iniciat pel seu pare, realitzant el primer recompte de població del regne, amb una xifra que es va situar en més de 30.000 focs (uns 150.000 habitants).

## Núpcies i descendents
Es va casar el 6 d'abril de 1255 amb Isabel de França, filla de Lluís IX de França i Margarida de Provença. D'aquest matrimoni no tingué cap fill.
Va trobar suport en el seu sogre Lluís IX de França, que des del seu casament actuà com a àrbitre en els seus conflictes.
Al comprometre's en matrimoni la filla d'Alfons X el Savi amb el fill del rei francès, l'1 de gener de 1256 el monarca castellà va cedir a Teobald, mentre ell visqués, l'ús dels ports d'Hondarribia i Sant Sebastià per a l'exportació de productes navarresos.
El juliol de 1270 va embarcar amb el seu sogre per a una croada a Tunis, on el rei de França va trobar la mort víctima de la disenteria. Teobald va morir el 4 de desembre de 1270 al retorn de l'expedició, abans d'arribar a la península.
Mort sense fills el succeí a la corona navarresa i al comtat de Xampanya el seu germà petit, Enric I de Navarra.

## Galeria d'imatges

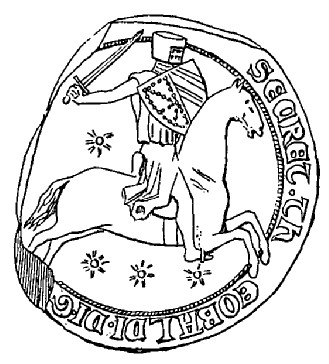
Segell de Teobald II de Navarra.
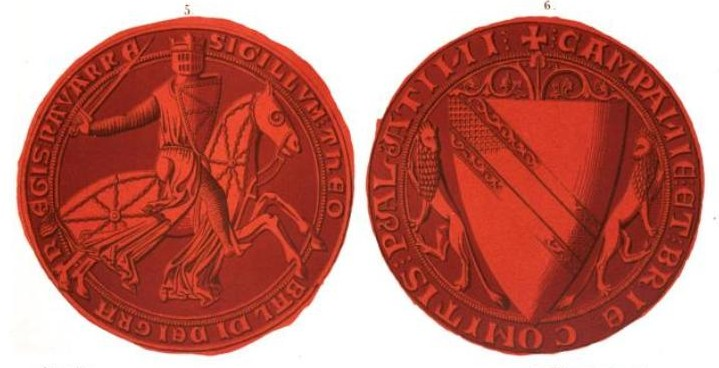
Segell de Teobald II de Navarra.
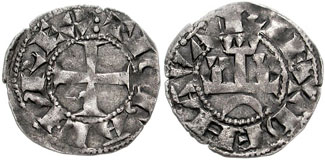
Denari encunyat durant el regnat de Teobald II amb la inscripció Tiobald rex de Navarie.